# José Napoleón Duarte
José Napoleón Duarte Fuentes (Santa Ana, 23 de noviembre de 1925 - San Salvador, 23 de febrero de 1990) fue un político salvadoreño y Presidente de la República del 1 de junio de 1984 al 1 de junio de 1989. Con el apoyo de la Administración Reagan y la Agencia Central de Inteligencia, su tiempo en el cargo se produjo durante los peores años de la guerra civil salvadoreña, que vio numerosos abusos y masacres de la población civil por parte de las fuerzas de seguridad salvadoreñas y el escuadrón de la muerte vinculados a ellos.

## Biografía
Nació en Santa Ana, el 23 de noviembre de 1925, hijo del José Jesús Duarte y Amelia Fuentes de Duarte. Estuvo casado con Inés Durán de Duarte y tuvieron seis hijos: José Napoleón, Inés Guadalupe, José Alejandro, María Elena, María Eugenia y Ana Lorena.

## Comienzo
Estudió en el Liceo Salvadoreño y más tarde en la Universidad de Notre Dame, en Indiana, Estados Unidos, donde se graduó como ingeniero civil. Mientras estudiaba en el Liceo Salvadoreño en mayo de 1944, tomó parte en las protestas que derribaron el régimen de doce años del entonces presidente general Maximiliano Hernández Martínez. Le siguieron otros regímenes militares, y en 1945 cruzó la frontera hacia Guatemala para unirse a la oposición en el exilio. Aunque no hablaba inglés en ese momento, su padre lo inscribió en la Universidad de Notre Dame en Indiana, Estados Unidos. En 1948, después de haber trabajado lavando los platos y la ropa para mantenerse a sí mismo a través de sus estudios, se graduó con un título en ingeniería antes de regresar a un El Salvador en una transición incómoda a una democracia. Se casó con su novia de la infancia, María Inés Durán, con quien tuvo 6 hijos: Inés Guadalupe, Alejandro, Napoleón, María Eugenia, María Elena y Ana Lorena. Duarte consiguió un trabajo en la empresa de construcción de su suegro y, al mismo tiempo, comenzó a enseñar. De vuelta a su país ejerció como profesor de Cálculo estructural en la Facultad de Ingeniería y Arquitectura de la Universidad de El Salvador. Cursó estudios de Ciencias Políticas en diferentes universidades europeas y fue alcalde de San Salvador desde 1964 hasta 1970. Duarte mantuvo el cargo hasta 1970 y se convirtió en el líder más visible de la oposición antimilitarista. Otros dirigentes democristianos, como Carlos Herrera Rebollo, José Antonio Morales Erlich y Adolfo Rey Prendes ocuparían la Alcaldía de San Salvador en los siguientes años.
Otros estudios que realizó:
- Seminarios de economía política.
- Cursos de ideología política.
- Seminarios de Administración Pública municipal.
- Cursos de posgrado de ingeniería estructural.
- Profesor de Matemáticas en la Escuela Militar «Capitán General Gerardo Barrios».
- Asesor del Centro Simón Bolívar en los proyectos de renovación urbana y de vivienda de Caracas.

## Carrera política
Fundó el Partido Demócrata Cristiano, siendo primero secretario general y, desde 1972, presidente. Fue elegido para el comité organizador del partido en 1960 y se convirtió en el primer secretario general del partido en 1961. 

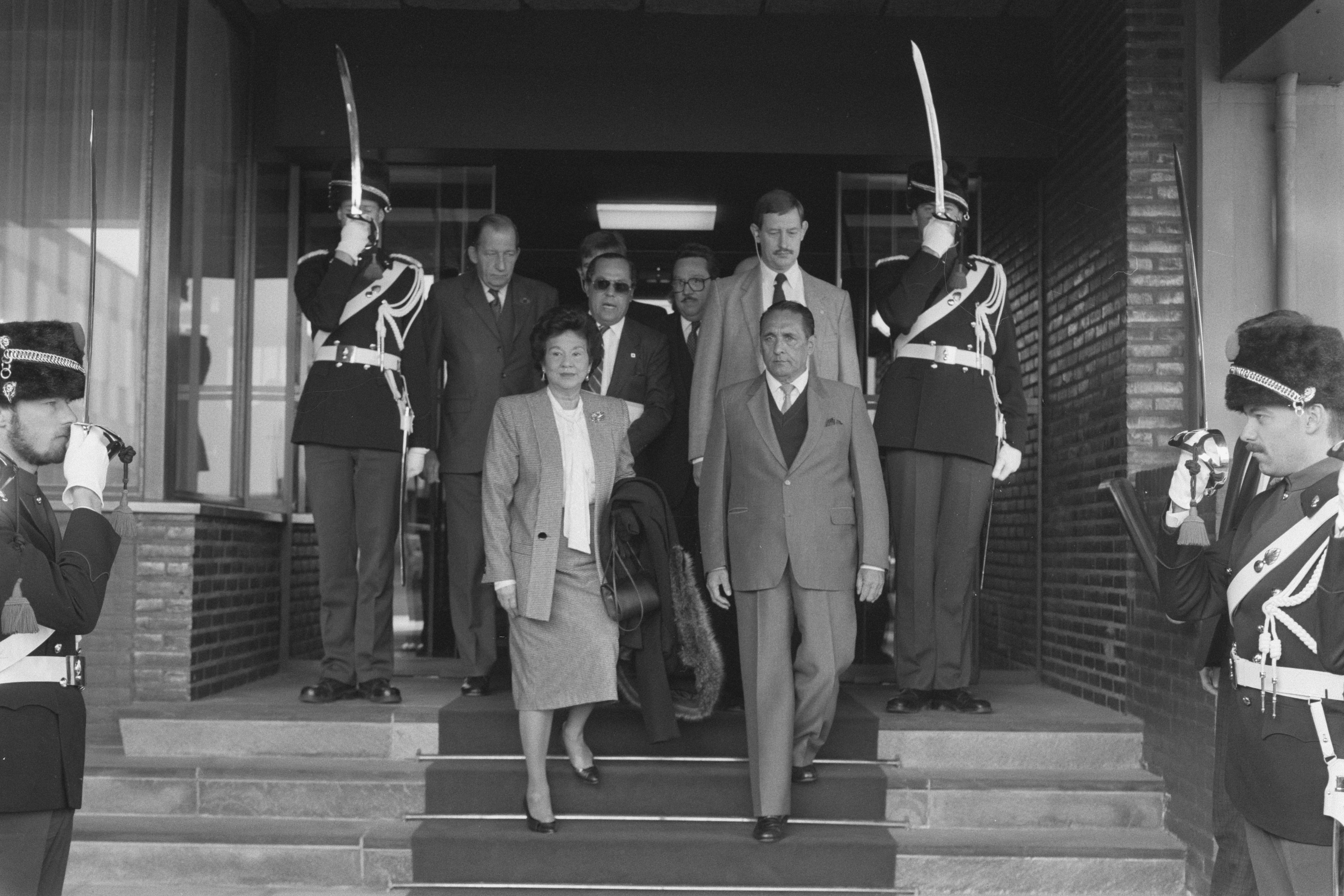
Presidente salvadoreño Duarte y su esposa Inés Durán de Duarte; visitan los países bajos; Presidente Duarte junto a guardia de honor

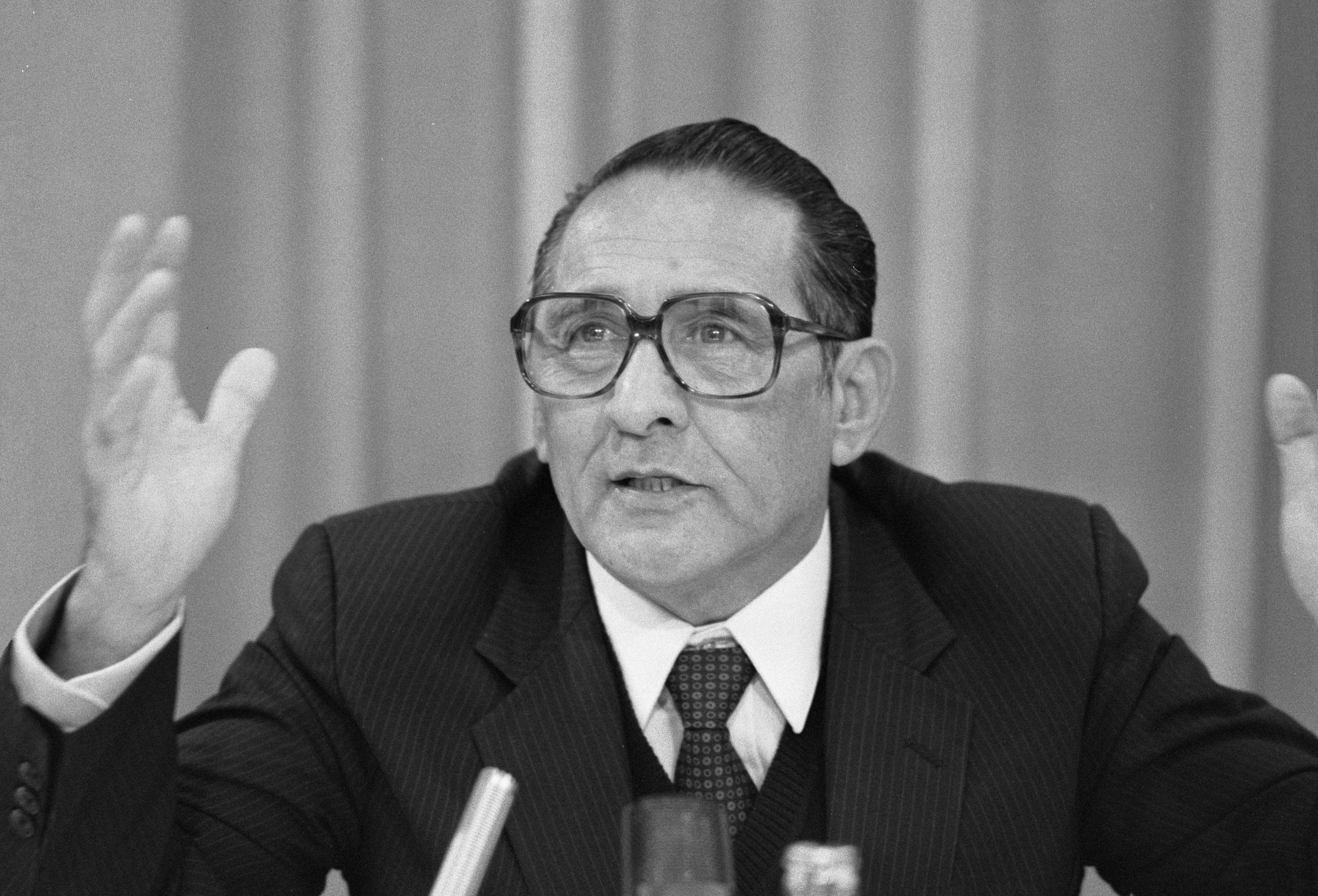
En 1972, Duarte aparentemente fue engañado con su voto mayoritario. El 25 de marzo de 1972, fue arrestado y torturado, perdiendo tres dedos, acusado de traición y condenado a muerte. Bajo presión internacional, el defraudador electoral Arturo Armando Molina le prometió el exilio e hizo deportar a Duarte a Venezuela.

El PDC se expandió significativamente bajo su dirección y desarrolló relaciones con partidos demócratas cristianos en el extranjero. Duarte fue alcalde de San Salvador de 1964 a 1970, ganando tres elecciones consecutivas. Como alcalde, Duarte hizo hincapié en el desarrollo comunitario y los proyectos de infraestructura. Uno de sus programas más exitosos fue el programa de autoayuda comunitaria, Acción Comunitaria, que organizó vecindarios en toda la capital. Este programa no solo respondió a las necesidades de la población, sino que también movilizó el apoyo popular para el PDC. Debido a su pretensión de representar una "tercera vía", que no era ni capitalista ni comunista, la democracia cristiana disfrutó de una breve moda en América Latina en los años sesenta. El Partido Demócrata Cristiano de El Salvador creció rápidamente durante la década, ganando seguidores, especialmente en las áreas urbanas, entre profesionales, maestros, sindicatos y mujeres. Duarte, el político democristiano más conocido y carismático fue elegido alcalde; He servido desde 1964 hasta 1970. Las décadas de 1960 a 1980 fueron la edad de oro de San Salvador en todos los aspectos de seguridad, calidad de vida y modernización. El PDC nominó a Abraham Rodríguez Portillo como su candidato presidencial durante las elecciones presidenciales de 1967.  Rodríguez Portillo se opuso al candidato del oficialista Partido de Conciliación Nacional (PCN) Cnel. Fidel Sánchez Hernández, quien ganó las elecciones con el 54,37 por ciento de los votos.  En las elecciones de 1968, Duarte volvió a ganar la reelección, y el PDC obtuvo 19 escaños en la Asamblea Legislativa.  El PDC apoyó al gobierno salvadoreño durante la Guerra del Fútbol de 1969 contra Honduras. Durante las elecciones legislativas de 1970, el PDC perdió 3 escaños en la Asamblea Legislativa y perdió 70 municipios. El PDC, junto con otros partidos de oposición, alegaron que el PCN cometió fraude. En 1972, Duarte se postuló para presidente de la coalición Unión Nacional Opositora (UNO), que incluía al PDC, el Movimiento Revolucionario Nacionalista (MNR) y la Unión Democrática Nacionalista (UDN). El Salvador no había tenido un presidente civil ni una elección presidencial verdaderamente libre desde 1931. La campaña de Duarte se centró en la promoción de la justicia social y la democracia. Aunque Duarte estaba liderando la votación cuando el gobierno detuvo la transmisión de los resultados de las elecciones, el candidato del PCN, Cnel. Arturo Armando Molina, fue declarado ganador. En medio de las protestas y el llamado de Duarte a unas nuevas elecciones, una sesión sorpresa de la legislatura ratificó a Molina como presidente. Semanas más tarde, el fraude en las elecciones municipales y legislativas provocó una rebelión militar. Duarte fue arrestado en marzo de 1972 tras un discurso radiofónico en apoyo de la rebelión. Duarte cargó con las represalias del Gobierno, que aprovechó la circunstancia para deshacerse de un líder opositor visto como el mayor peligro para el régimen. Acusado de haber iniciado la conspiración, Duarte fue encarcelado y sometido a brutales torturas de las que salió muy maltrecho, con tres dedos de la mano izquierda mutilados y los pómulos aplastados con la culata del fusil. Aunque inicialmente exiliado a la Ciudad de Guatemala, Duarte finalmente se estableció en Caracas, Venezuela, donde permaneció incluso después de ser absuelto de los cargos en el intento de golpe de Estado, donde sería elegido vicepresidente de la Unión Mundial Demócrata Cristiana, y más tarde, presidente de la Organización Demócrata Cristiana de América (ODCA). Otros dirigentes democristianos debieron abandonar el país, y muchos militantes y simpatizantes del PDC fueron perseguidos por el gobierno militar, especialmente en las áreas rurales, a través de la Organización Democrática Nacionalista (ORDEN). En 1979, y tras el derrocamiento del Gral. Carlos Humberto Romero por el golpe militar del 15 de octubre de 1979 de los oficiales jóvenes, Duarte regresó a El Salvador desde su exilio en Venezuela. Se unió a la segunda Junta Revolucionaria de Gobierno (JRG) el 3 de marzo de 1980 como ministro de relaciones exteriores en sustitución de Héctor Dada Hirezi, luego entró a la Tercera Junta Revolucionaria de Gobierno como su presidente el 13 de diciembre del mismo año. 
En octubre de 1984, la embajada de los Estados Unidos en San Salvador señaló que Duarte y el PDC "[simbolizan] el cambio en El Salvador hacia la democracia liberal, tal como se concibe en los Estados Unidos y Europa Occidental, más claramente" que cualquier otra persona y cualquier otro partido político en El Salvador.[21] La embajada de los Estados Unidos también describió al PDC como "ligeramente socialista".[21] Richard A. Haggerty, editor de la Biblioteca del Congreso, describió al PDC como un partido político "moderado"[65] y como "más liberal" que otros partidos demócrata-cristianos en América Latina y Europa Occidental.[30] Lo colocó en el centro-izquierda del espectro político.[38] El coronel retirado del ejército estadounidense Brian J. Bosch describió al PDC de principios de la guerra civil como "no radical" y "ligeramente de centro-izquierda".[66]
Durante los años 1960 y 1970, el partido utilizó palabras como "revolución" y "revolucionario" para describir sus políticas. Estos términos le recordaban a la derecha política salvadoreña a Fidel Castro, y como tal, la derecha veía al PDC como "peligrosamente de izquierda".[11] Durante la guerra civil, ARENA alegó que el PDC tenía simpatías comunistas.[30] El propio D'Aubuisson se refirió peyorativamente al PDC como el "Partido de la Sandía", ya que el color oficial del partido era el verde y alegaron que el apoyo de Duarte a los grupos de izquierda durante la década de 1970 implicaba la continuidad de las ideologías comunistas ("verde [...] por fuera, pero rojo por dentro").[21][30] A su vez, el PDC se refirió peyorativamente a ARENA como el "Partido Nazi-Fascista".
Duarte fue crítico con aquellos que, en su opinión, abandonaron el proceso democrático para apoyar el Frente Democrático Revolucionario (FDR) y las guerrillas del Frente Farabundo Martí para la Liberación Nacional (FMLN). Él creía que trabajar con el ejército era vital para garantizar la transición a la democracia e implementar programas redistributivos, como la reforma agraria, mientras que sus críticos argumentaron que los graves abusos de los derechos humanos hacían que tal alianza fuera inaceptable. Entró a la Tercera Junta Revolucionaria de Gobierno el 3 de marzo de 1980 y luego fue nombrado presidente de la Junta el 13 de diciembre del mismo año. Finalmente entrega el gobierno a Álvaro Magaña el 2 de mayo de 1982. 
En 1983 anunció su candidatura para competir en los nuevos comicios presidenciales a realizarse el año siguiente, donde el 25 de marzo de 1984, Duarte ganó en la primera vuelta las elecciones del 25 de marzo de 1984, aunque sin ser suficiente el resultado para alcanzar la primera magistratura. El 6 de mayo de 1984, fue nuevamente candidato presidencial por el Partido Demócrata Cristiano en la segunda vuelta de las elecciones del 6 de mayo de 1984. Los resultados del primera convocatoria a elección obligaron a realizar un balotaje entre Duarte y el Mayor Roberto d'Aubuisson del partido Alianza Republicana Nacionalista (ARENA), en la que Duarte salió proclamado presidente electo, y tomó posesión del cargo el 1 de junio de 1984. La campaña presidencial de Duarte en 1984 recibió un apoyo considerable de los Estados Unidos, que buscaban promover las elecciones en El Salvador mientras luchaba contra la guerrilla del FMLN y frenaba los abusos de los derechos humanos por parte de los militares. Duarte fue elegido presidente después de una segunda ronda de votación, derrotando a la derechista ARENA. Duarte se convirtió así en el primer presidente civil electo democráticamente desde 1931. Aunque la votación se vio empañada por la violencia y las irregularidades, vio la victoria como un triunfo del proceso democrático, mientras que los escépticos argumentaron que nunca tuvo realmente el poder, sino que la Fuerza Armada de El Salvador era el verdadero poder.

## Presidencia (1984-1989)
El Poder Ejecutivo de Duarte (Consejo de Ministros):

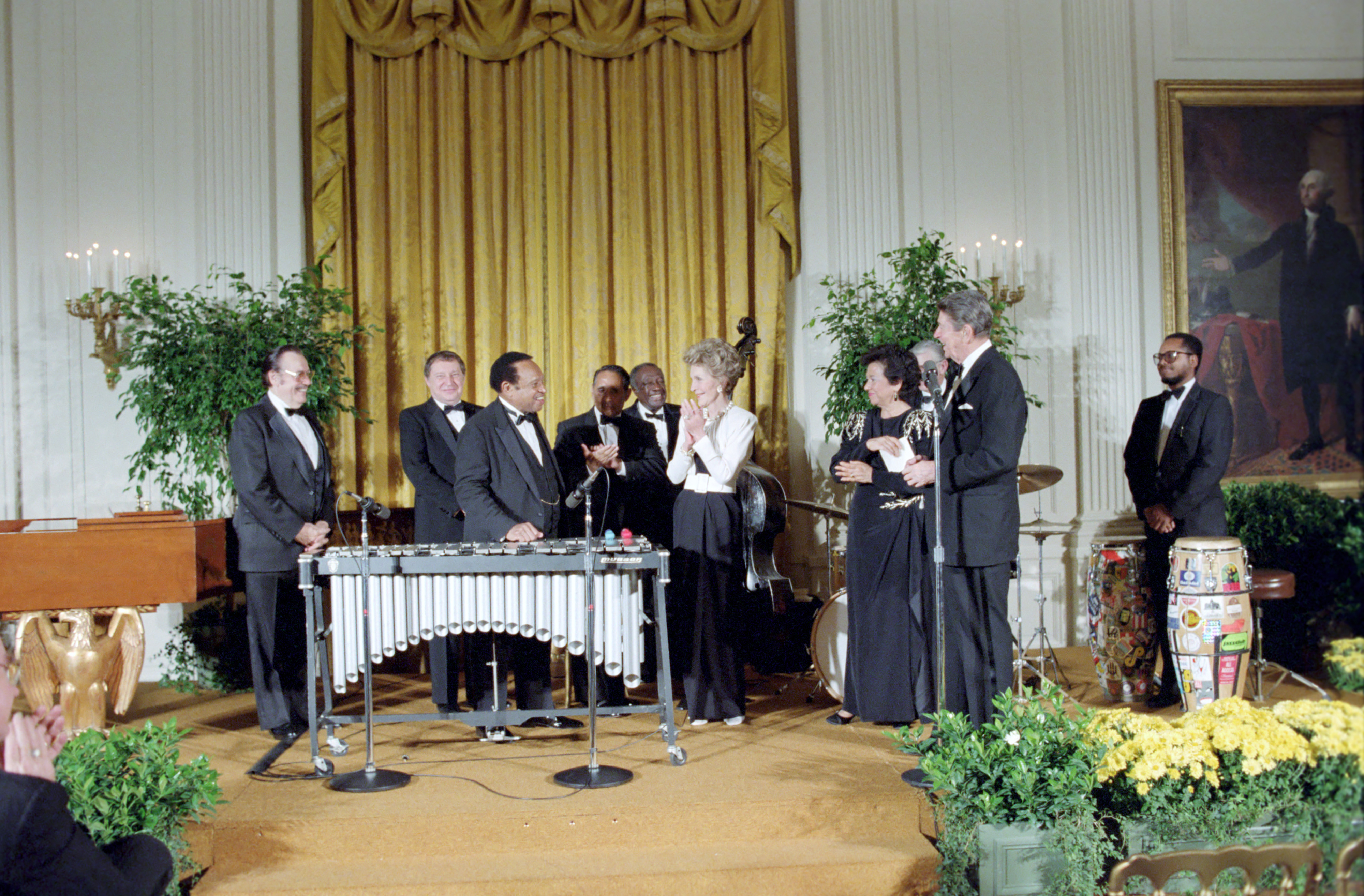
José Napoleón Duarte con el presidente de los Estados Unidos Ronald Reagan. Durante la presidencia de Napoleón Duarte, se dio la des valoración de la moneda. Además, se tuvo que enfrentar a inundaciones, terremotos y sequía, todo esto en medio de la cruenta guerra civil salvadoreña. A pesar de esto a Duarte se le reconoce el haber iniciado los diálogos con la guerrilla en búsqueda de la paz.

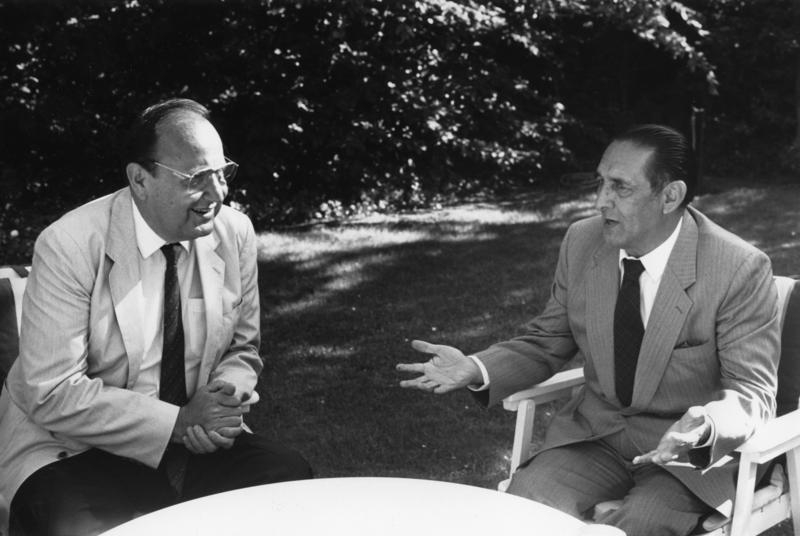
El 12 de julio de 1987 el presidente de la República de El Salvador, José Napoleón Duarte, visita a la República Federal de Alemania. Durante su estancia en Bonn, el presidente Duarte sostuvo conversaciones políticas con el Canciller Dr. Helmut Kohl, el ministro Federal de Cooperación Económica.

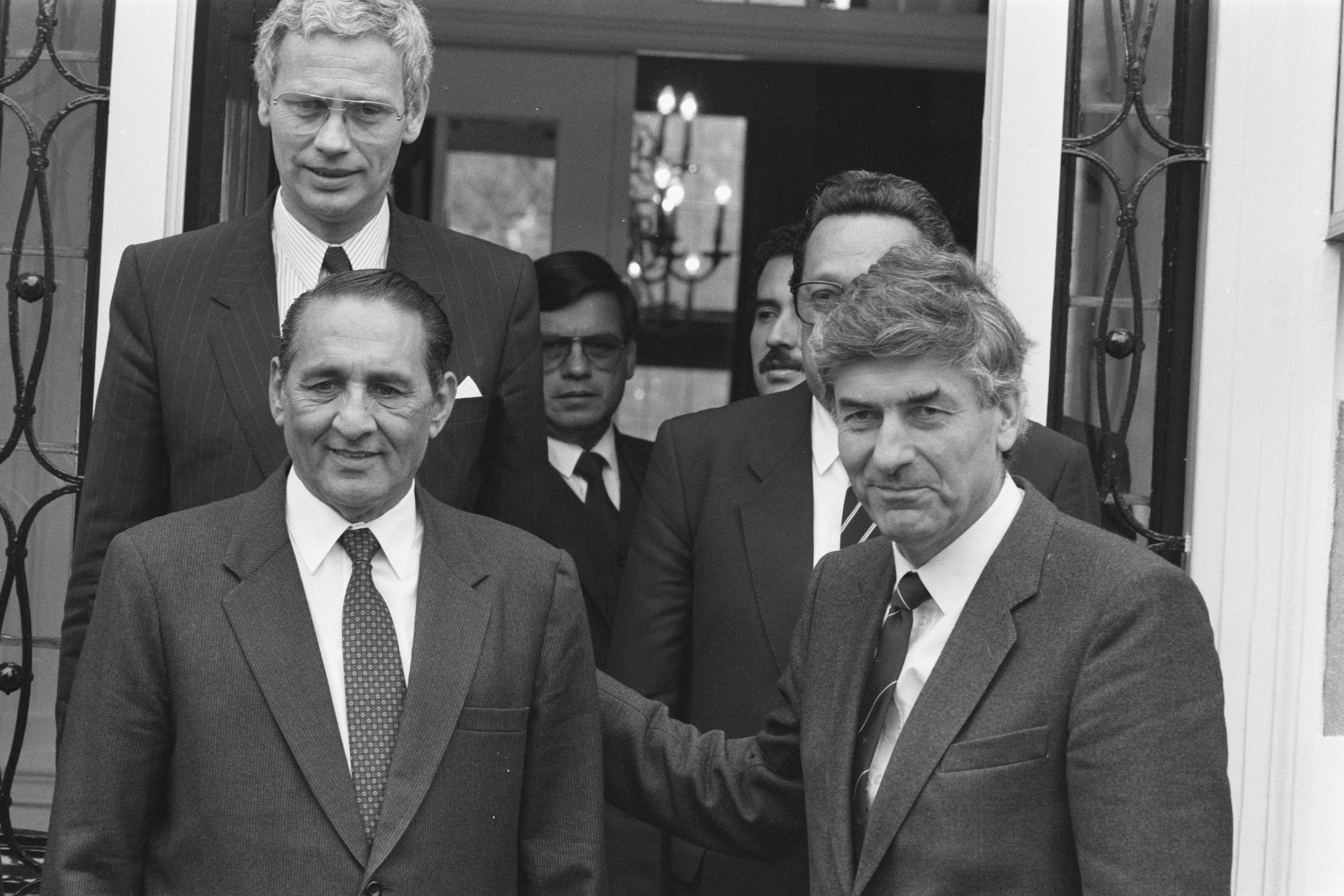
El Primer Ministro Ruud Lubbers de los Países Bajos; recibe al Presidente Duarte.

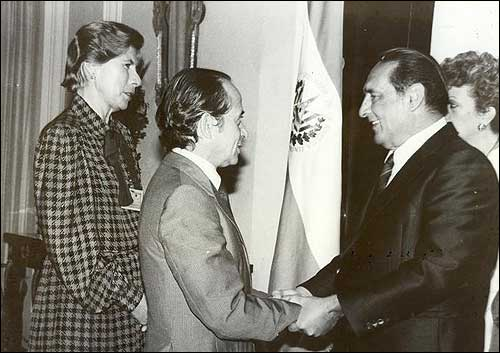
Andrés “El Chico” Zaldívar y el presidente de El Salvador José Napoleón Duarte.

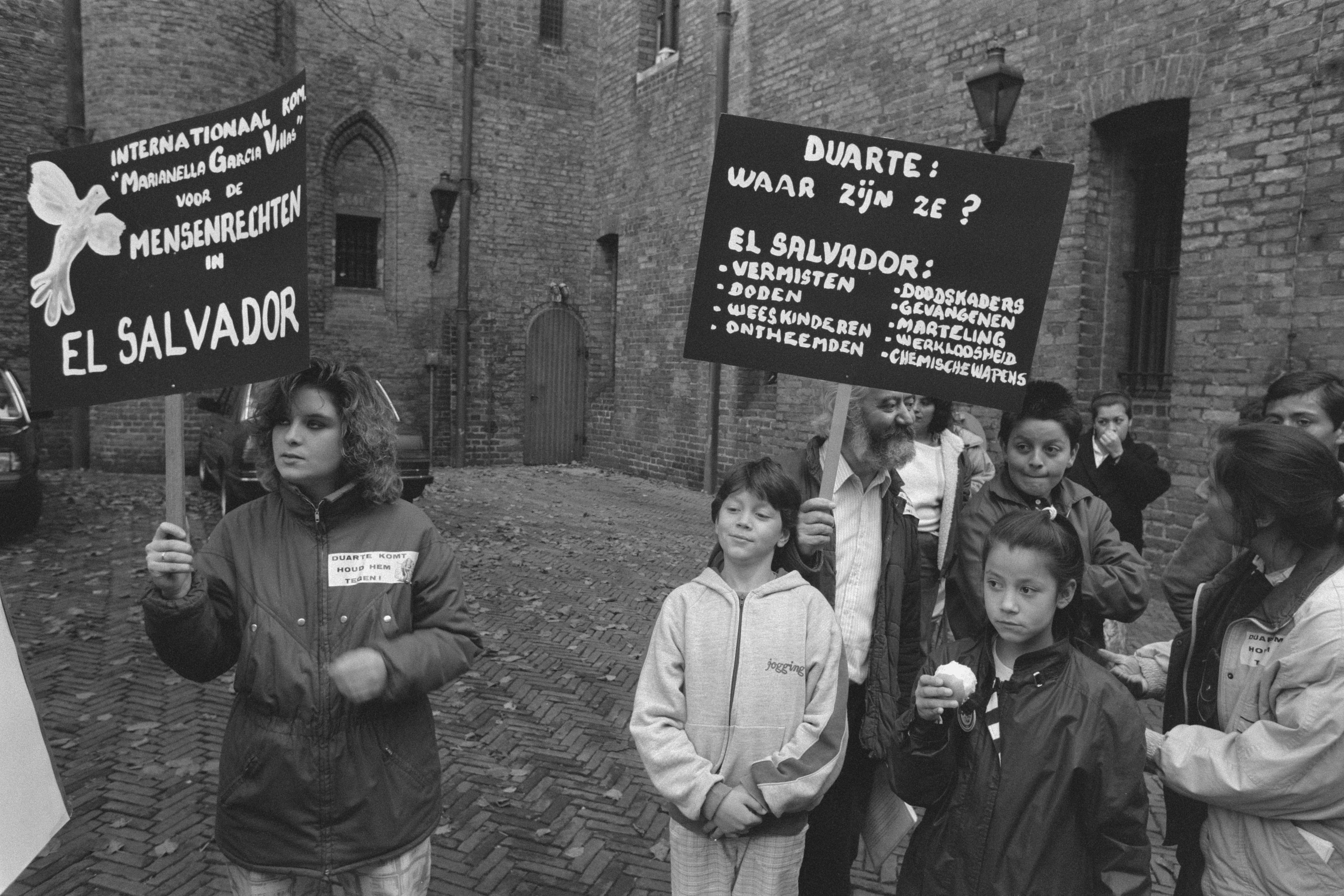
Protesta contra la administración Duarte; por la muerte de
Marianella García Villas (Circa 1987)

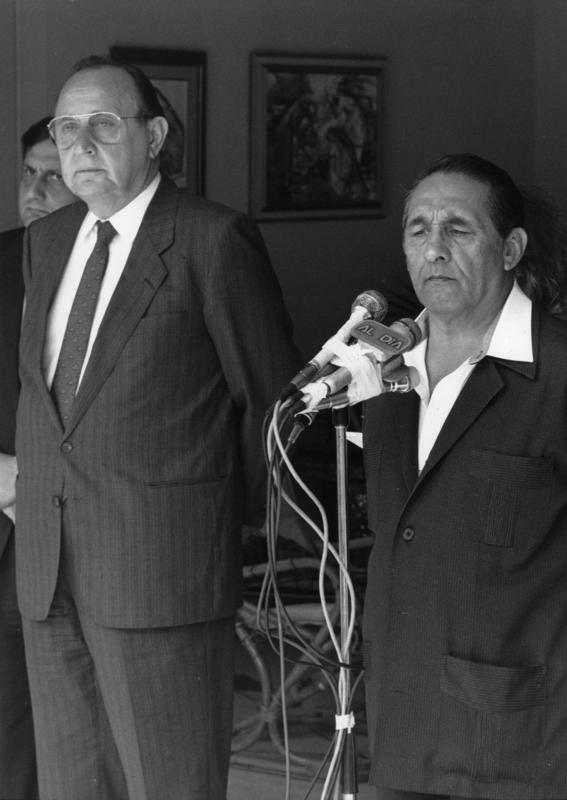
El 7 de abril de 1987, el ministro Federal de Asuntos Exteriores, Hans-Dietrich Genscher, emprendió un viaje a Centroamérica. El Ministro Federal de Asuntos Exteriores Genscher (izquierda) con el presidente de la República de El Salvador, José Napoleón Duarte, durante una conferencia de prensa.

- Vicepresidente: Rodolfo Antonio Castillo Claramount
- Ministro de Trabajo y Previsión Social: Dr. Lázaro Tadeo Bernal Lizama
- Ministro de Cultura y Comunicaciones: Roberto Viera[5]
- Viceministro de Salud Pública y Asistencia Social: Rommel Gilberto Villacorta Arévalo[6]
- Ministro de Defensa y Seguridad Pública: Gral. Carlos Eugenio Vides Casanova
- Viceministro de Seguridad Pública: Coronel Reynaldo López Nuila
- Ministro de Planificación: Fidel Chávez Mena
- Ministro de Obras Públicas: Pio Salomón Rosales[7]
- Ministro de la Presidencia: Julio Adolfo Rey Prendes
- Ministro de Agricultura y Ganadería: José Antonio Morales Erlich
- Ministro de Hacienda: Ricardo J. López
- Ministro de Educación: José Alberto Buendía Flores

Aunque abiertamente prooccidental y anticomunista, Duarte criticó ocasionalmente a Estados Unidos por su apoyo a regímenes dictatoriales en América Latina. Por su parte, Washington se mostró a veces reacio a darle a Duarte su apoyo incondicional. La administración Nixon no intervino en su favor en 1972, tal vez porque ese año se había presentado con el respaldo comunista. Después de la presidencia provisional de Duarte (1980-1982), Estados Unidos aparentemente puso en duda su capacidad de liderazgo y esperaba la victoria de algún otro candidato en 1984. Sin embargo, cuando el campo se redujo a Duarte y al intransigente d'Aubuisson en la segunda vuelta, el gobierno de Reagan La administración dio su apoyo a Duarte como la única esperanza para una solución "centrista". A mediados de 1985, Duarte contaba con el apoyo tanto de la Asamblea como de Estados Unidos. Muchos observadores informados advirtieron, sin embargo, que sus posibilidades de éxito en el peligroso clima político salvadoreño seguirían dependiendo de su capacidad para conservar la confianza de las fuerzas armadas y establecer un diálogo con los líderes rebeldes. El 8 de octubre de 1984, el entonces presidente de la república de El Salvador, José Napoleón Duarte, realizó un sorpresivo llamado al diálogo a la entonces guerrilla del FMLN frente a la Asamblea General de las Naciones Unidas. Justo el día siguiente, los insurgentes aceptaron la propuesta. La reunión se daría con antecedentes de una fuerte oposición para realizar un encuentro con los alzados en armas. Para el caso, el anterior presidente provisional, Álvaro Magaña, en reiteradas ocasiones había expresado su negativa a entablar conversaciones. Asimismo, entidades como la Alianza Productiva de El Salvador, había manifestado que: «El diálogo o negociación...es una maniobra para ganar tiempo, mientras reorganizan sus filas y reabastecen sus recursos logísticos gastados en la larga lucha con el ejército». Sin embargo, organizaciones como la Conferencia Episcopal Salvadoreña y el Departamento de Estado de los Estados Unidos apoyaron el diálogo. 
Entre los representantes de la guerrilla se encontraban los abogados Guillermo Manuel Ungo y Rubén Zamora que arribaron al país a bordo de un avión de la Fuerza Aérea Panameña. El encargado de trasladarlos al lugar de negociación fue el entonces Embajador de la República de Colombia en El Salvador, Luis Guillermo Vélez. Después de la reunión se programó una segunda ronda de diálogo que se realizó en Ayagualo, departamento de La Libertad. Por Decreto Legislativo de la Asamblea Legislativa local, se proclamó como «Cuna de la Paz» a la localidad de La Palma. El 25 de mayo de 1986 tuvo lugar la reunión "Esquipulas I" a la que asistieron cinco presidentes de Centroamérica, en la que se propuso "la creación del Parlamento Centroamericano para reforzar la participación democrática y pluralista en el proceso"  y establecer con Esquipulas II en 1987 el procedimiento para conseguir la paz firme y duradera en la región. Los Acuerdos de Paz fueron el resultado de un largo proceso de negociación entre el Gobierno y el FMLN que se había iniciado a mediados de la década de los 80. Los primeros encuentros de diálogo se desarrollaron en La Palma, Chalatenango el 15 de octubre de 1984; Ayagualo, La Libertad el 30 de noviembre de 1984; Sesori, San Miguel el 19 de septiembre de 1986 y la Nunciatura Apostólica de San Salvador el 4 de octubre de 1987 entre el presidente José Napoleón Duarte y funcionarios gubernamentales con delegados de la dirigencia del FMLN. Aunque en los primeros encuentros de diálogo no se consiguió ningún acuerdo concreto, se logró poner sobre la mesa la posibilidad de una solución negociada al conflicto.
- Ronda de La Palma, Chalatenango: el 15 de octubre de 1984 hubo un primer acercamiento entre las partes en conflicto en la ciudad norteña de La Palma. Dicha reunión dio como resultado el "Comunicado Conjunto de La Palma";[13] la delegación del Gobierno fue integrada por el Presidente de la República; por su parte, la delegación de la guerrilla fue encabezada por el Doctor Guillermo Manuel Ungo y actuando como moderador monseñor Arturo Rivera y Damas, Arzobispo de San Salvador.[14] La declaración fue escueta y vaga; sin acuerdos firmes y con el único logro de constituirse en un acercamiento político.[15]
- Ronda de Ayagualo, La Libertad: se dio el 30 de noviembre de 1984, en Ayagualo, departamento de la Libertad. Las comisiones fueron presididas por el doctor Abraham Rodríguez y el doctor Rubén Zamora, por el gobierno y la guerrilla respectivamente.[16] Como mediadores se presentaron los monseñores Arturo Rivera y Damas, Giacomo Otonello y Gregorio Rosa Chávez.[14] En dicha reunión se emitió el "Comunicado Conjunto de Ayagualo", el cual manifestaba la disponibilidad al diálogo entre las partes y el compromiso de continuar negociando[15]
- Ronda de Sesori, San Miguel: se había fijado para el 19 de septiembre de 1986 y los representantes del gobierno y la guerrilla fueron Rodolfo Antonio Castillo Claramunt y Jorge Villacorta respectivamente; siempre bajo la mediación de monseñor Rivera y Damas.[14] Sin embargo, no se realizó por un quiebre en las negociaciones. Fue hasta varios meses después que se reanudó el proceso en una reunión privada en Panamá, donde se acordó la evacuación al exterior de 42 lesionados de guerra del FMLN el día 29 de enero de 1987 y el canje del Coronel Omar Napoleón Ávalos por 57 guerrilleros detenidos.[15]
- Ronda de la Nunciatura Apostólica: se llevó a cabo el 4 y 5 de octubre de 1987 (San Salvador). Bajo la ya acostumbrada mediación de monseñor Rivera y Damas,[14] representó al gobierno Fidel Chávez Mena y a la guerrilla, Salvador Samayoa.[17] En dicha reunión se emitió el "Comunicado Conjunto de la Tercera Reunión de Diálogo",[18] el cual expresaba la voluntad de buscar un cese al fuego y de respaldar las decisiones tomadas por el Grupo Contadora (Colombia, México, Panamá y Venezuela),[15] el cual buscaba la pacificación en Centroamérica.[19]

Durante 1986 y 1987 fue establecido el Proceso de Esquipulas, promovido por el presidente Vinicio Cerezo de Guatemala, en el cual los jefes de Estado de Centroamérica acordaron una cooperación económica y una estructura básica para la resolución pacífica de los conflictos. De ahí emergió el "Acuerdo de Esquipulas II" firmado en la Ciudad de Guatemala por el presidente de Guatemala Vinicio Cerezo, el presidente de El Salvador José Napoleón Duarte, el presidente de Nicaragua Daniel Ortega, el presidente de Honduras José Azcona Hoyo  y el presidente de Costa Rica Óscar Arias Sánchez el 7 de agosto de 1987.

## Acuerdo de Esquipulas II

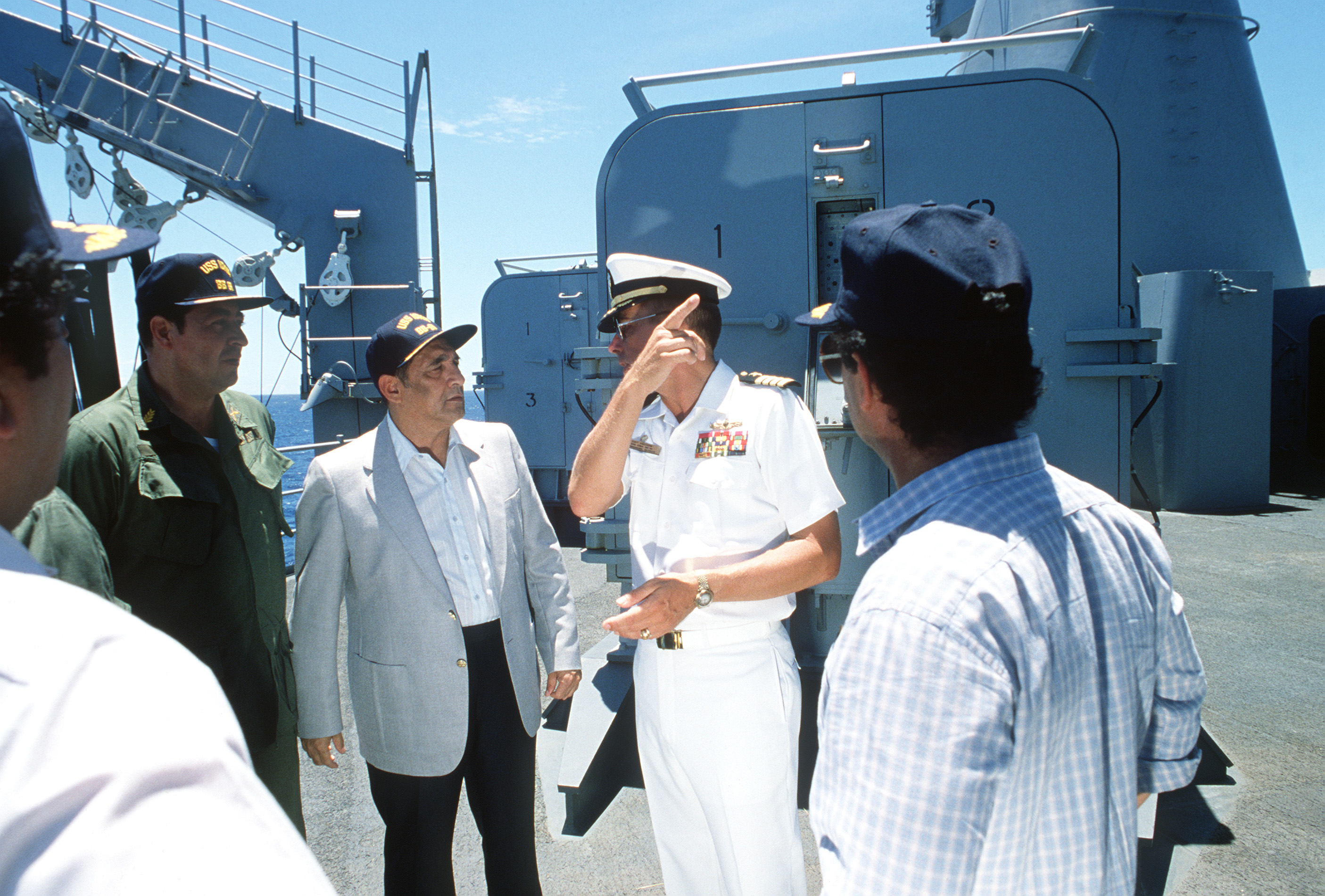
José Napoleón Duarte con
La Marina Nacional de El Salvador (circa 1984)

El Acuerdo de Esquipulas II definió un número de medidas para promover la reconciliación nacional, el final de las hostilidades, la democratización, las elecciones libres, el término de toda asistencia para las fuerzas militares irregulares, negociaciones sobre el control de armas y la asistencia a los refugiados. También sentó las bases para los procedimientos de verificaciones internacionales y proveyó de una agenda para su implementación.
El Gobierno de los Estados Unidos se negó a reconocer este acuerdo debido al reconocimiento de facto del gobierno electo democráticamente de Nicaragua (régimen Sandinista), el cual el gobierno estadounidense rechazaba como ilegítimo y no democrático. Aunque el rechazo no tuvo efecto alguno sobre los acuerdos se afirma[¿quién?] que fue exitoso ya que en realidad fue un astuto ataque político al gobierno Sandinista de Nicaragua.[cita requerida] Eventualmente el acuerdo fue reescrito para satisfacer a todos los países involucrados.
En los años subsecuentes, el Acuerdo de Esquipulas II fundó las bases para el Acuerdo de Oslo de 1990 (no confundir con los Acuerdos de Oslo de 1993 entre el gobierno Israelí y la OLP). Este fue un acuerdo preliminar entre la Comisión de la Reconciliación Nacional de Guatemala (CNR) y la Unidad Revolucionaria Nacional Guatemalteca (URNG) que llevó al fin de más de tres décadas de conflicto armado en Guatemala. También sentó las bases del 'Acuerdo General de Paz de El Salvador'.

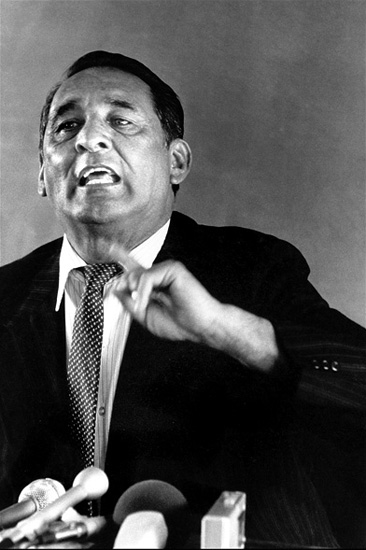
José Napoleón Duarte En conferencia de prensa del Partido Demócrata Cristiano durante la guerra de El Salvador (1982). Foto de Gary Mark Smith.

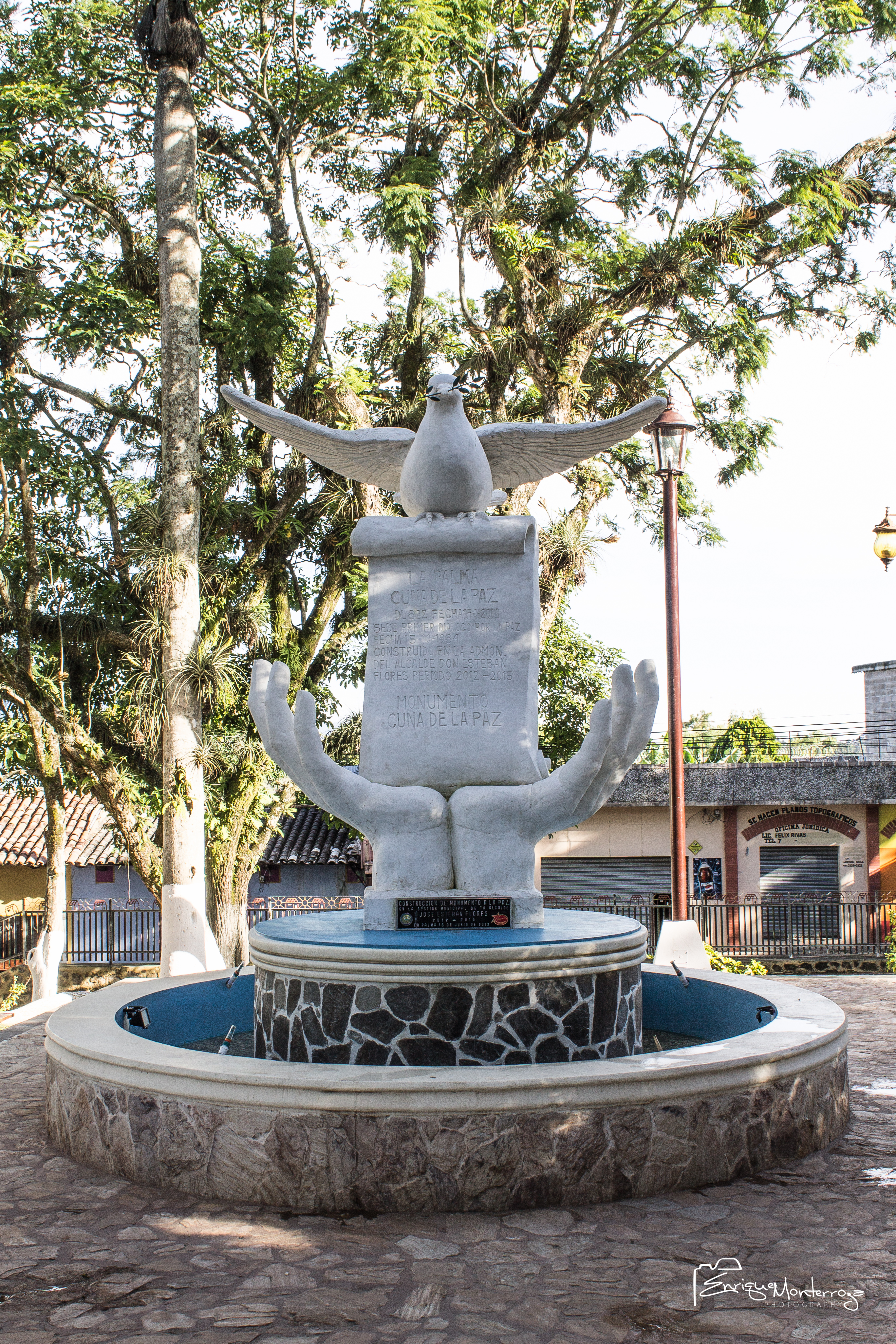
Monumento a la Paz. donde tuvieron el primer encuentro, iniciando los diálogos que culminarían con los Acuerdos de Paz de Chapultepec.

En 1984 inició los diálogos con el FMLN, siendo el primero en La Palma, Chalatenango, luego otro en Ayagualo, La Libertad, y otro más en la Nunciatura de San Salvador. El proceso de diálogo llegó al Acuerdo de Nueva York para luego realizar la firma de los acuerdos de paz en el castillo de Chapultepec, México. 
Antes de las elecciones presidenciales previstas para marzo de 1989, el FMLN intentó presionar al gobierno de Duarte para que permitiera su plena participación con una serie de propuestas que incluían demandas de reestructuración del ejército, así como un aplazamiento de la votación por seis meses. A cambio, ofrecieron detener la guerra en la que habían muerto unos 70.000 salvadoreños civiles en nueve años, pero no prometieron poner fin a su lucha armada después de las elecciones.
En 1985 sufrió el secuestro de su hija Inés Guadalupe a manos de la guerrilla, siendo esta liberada posteriormente. El arzobispo De San Salvador Arturo Rivera y Damas junto al rector de la Universidad Centroamericana José Simeón Cañas (UCA), Ignacio Ellacuría, fueron los mediadores en las conversaciones para lograr su liberación. En 1987 el arzobispo promovió una nueva reunión de diálogo entre el gobierno y el FMLN en la Nunciatura Apostólica de San Salvador.[3] En Estados Unidos, tanto la administración Reagan como la de Bush padre elogiaron a Duarte por promover la democracia, al tiempo que presionaron para poner fin a la larga guerra civil mediante un acuerdo negociado. El gobierno de Estados Unidos apoyó a El Salvador con millones de dólares en ayuda económica y militar, a pesar de los informes de abusos contra los derechos humanos por parte de todas partes. Abatido por la guerra y la corrupción, el PDC experimentó pérdidas tanto en las elecciones legislativas y municipales de 1988 como en la votación presidencial de 1989. Aunque le diagnosticaron cáncer de estómago terminal en 1988, Duarte pudo completar su mandato.

## Últimos años

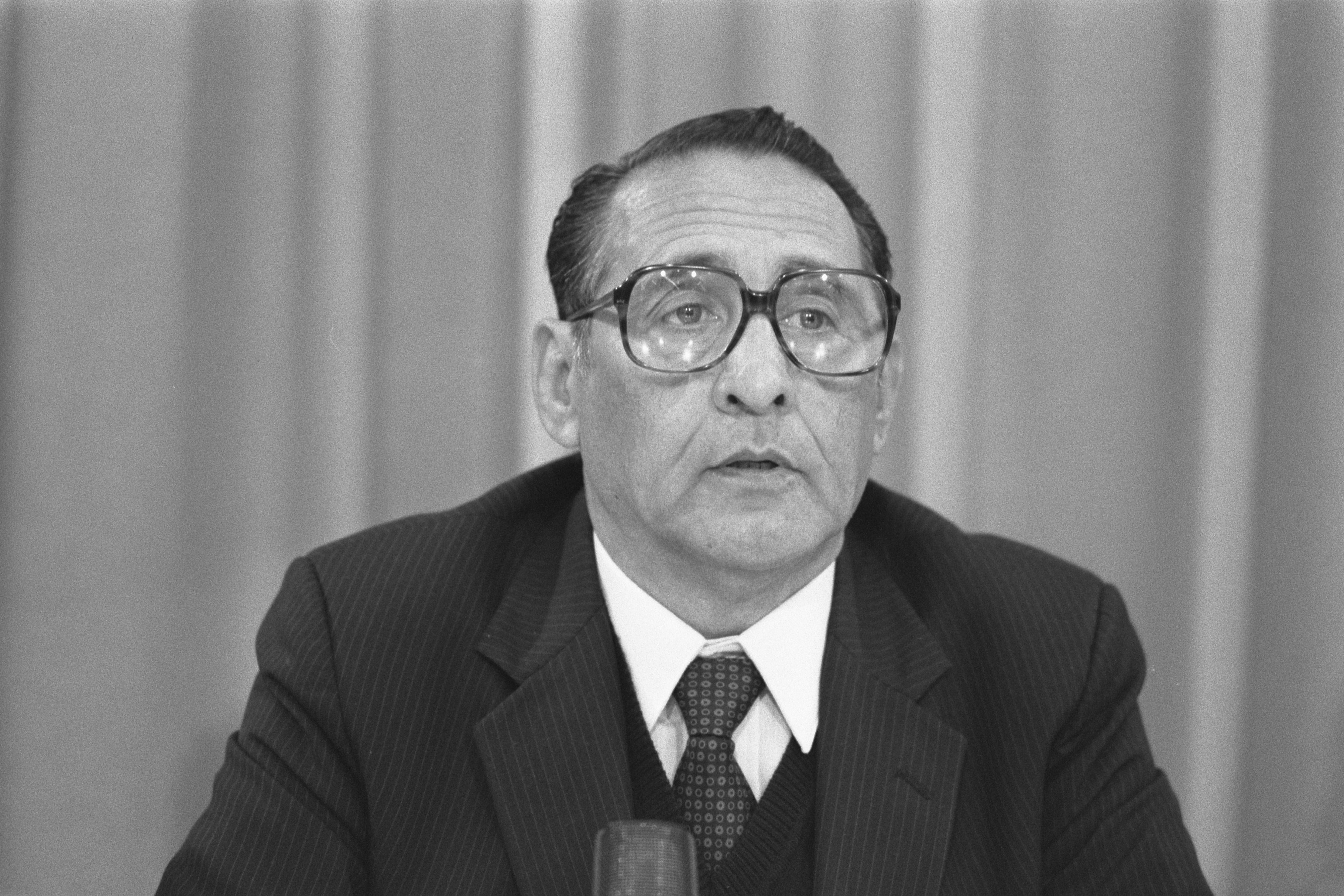
Conferencia de prensa de Napoleón Duarte durante la guerra civil.

El 1 de junio de 1989, gravemente enfermo de cáncer, entregó el poder a su sucesor Alfredo Cristiani, siendo este último el primer presidente civil de El Salvador, electo, desde el año 1931. El presidente saliente estaba orgulloso de la transferencia pacífica del poder y fue citado diciendo que su gobierno había "sentado las bases para la democracia en este país. He creado aquí un nuevo concepto de política". Lo histórico de esta elección fue que por primera vez, luego de una larga lista de presidentes bajo régimen militar, un presidente civil elegido democráticamente, como es el caso José Napoleón Duarte del Partido Demócrata Cristiano, entregaba el poder a otro civil elegido por la ciudadanía en elecciones democráticas. El Salvador tenía ya 10 años del estallido de la guerra civil.
Las elecciones de 1989 marcaron un hito en la historia dado que es el resultado del esfuerzo por democratizar el poder político y traspasar el poder de forma pacífica a manos civiles. Por primera vez desde
1931, cuando Pío Romero Bosque le traspasó el poder a Arturo Araujo, un presidente civil popularmente electo entregaba el cargo a un sucesor civil electo en iguales condiciones.  Una vez terminado su período presidencial y adoleciendo de una enfermedad terminal, el Ing. Duarte decide crear una organización que lleva por nombre Fundación José Napoleón Duarte, surgiendo legalmente el 8 de julio de 1988, cuyo objetivo es trabajar en beneficio de la mujer salvadoreña, desarrollando proyectos de toda naturaleza. La junta directiva de está fundación está conformada por la familia Duarte y amigos del expresidente.

## Fallecimiento
Falleció en San Salvador, el 23 de febrero de 1990 a los 64 años de edad, víctima de cáncer de estómago. menos de un año después de dejar el cargo.

## Homenajes
Recibió un doctorado honoris causa de Universidad de Notre Dame, Estados Unidos y otro de la Universidad de El Salvador
| Predecesor: Álvaro Magaña | Presidente de El Salvador 1 de junio de 1984 al 1 de junio de 1989 | Sucesor: Alfredo Cristiani |